# Тукан, Мириам
Мириам Тукан (араб. مريم طوقان‎, ивр. מרים טוקאן‎, род. 6 июля 1982, Ибилин, Северный округ) — певица из палестинской христианской семьи в Ибилине; арабская гражданка Израиля.

## Карьера певицы
Выступала на фестивалях, включая Кипрский всемирный музыкальный фестиваль Риальто и её проект Quartetoukan. Также участвовала в маршах за мир с другими певицами и активистками в Испании, Германии, Бразилии и Италии.
В 2012 году она исполнила арабскую версию песни Fun «We Are Young». С 2013 года по настоящее время является лидером Quartetoukan — музыкального проекта, целью которого является объединение культур и людей посредством музыки.
В 2022 году Тукан выступила на фестивале регионального сотрудничества в Марокко. Она пела на арабском, иврите и испанском языках, её поддерживал квартет, исполнявший клезмерские инструментальные партии.

## Общественная деятельность
Тукан является участницей различных движений за продвижение мира на Ближнем Востоке и прекращение израильско-палестинского конфликта, таких как «Борцы за мир» и «Женщины ведут мир». Тукан участвовала в нескольких маршах мира в разных странах вместе с организацией «Женщины за мир» и спела на арабском языке песню «Молитва матери», которая стала гимном движения.

## Дискография
- 2008: Christmas Eve
- 2011: Miriam Toukan